# フコウモリ
フコウモリはバンダイが展開する、ビデオゲームを中心としたキャラクター商品である。

## 概要
不幸を題材としているため、おまじない的要素等、女児が好む要素を持ち合わせているのが特徴である。キャラクターのデザインはたまごっちの第2期で知られるJINCOが担当している。

## キャラクター
モリリー
フコウの国のお姫様。わがままでめんどくさがりな性格。フコウなことが大好きでハッピーなことが大嫌い。好きなテレビ番組は昼メロ。一人称は「私」
フコウモリ
モリリーの頭の上のフコウ荘に住まう6匹の蝙蝠。
アチャモリ
ピンク色のフコウモリでリーダー。翼の模様は左右中央でギザギザに割れたハートマーク。リーダーとしての責任感が強いが、やる気が空回りするところも。熱血な性格だが涙脆い一面もある。隠れた趣味は掘り出し物探し。一人称は「あたい」
ピキキモリ
水色のフコウモリ。翼の模様はレース。女子力が高くぶりっ子。隠れた趣味は自身の写真の撮り溜め。一人称は「あたし」
レレレモリ
藤色のフコウモリ。翼の模様ははてなマーク。いつも冷静なフコウモリの頭脳派。甘い物が大好きだが恥ずかしくて秘密。隠れた趣味はオリジナル手品の開発。一人称は「オレ」「俺」「私」
ピタモリ
黄緑色と赤色のツートンカラーのフコウモリ。翼の模様は禁止マーク（マルと逆斜線のマークが合わさった物）。のんびり屋で喋り方もゆったり。フコウモリ1の力持ち。動物好き。隠れた趣味はオリジナルラジオ体操作り。一人称は「ぼく」
チョコモリ
黄色の赤ちゃんフコウモリ。翼の模様は落書きの模様。実は腹黒。隠れた趣味はサスペンス小説執筆。一人称は「ボク」
ゲゲモリ
灰色のフコウモリでフコウモリ界のカリスマ。翼の模様は×マーク。彼の素性は謎が多い。他の５匹のフコウモリの憧れの存在。隠れた趣味はポエム鑑賞。一人称は「オレ」